# Fussballclub Zürich 2005-2006
Questa voce raccoglie le informazioni riguardanti il Fussballclub Zürich nelle competizioni ufficiali della stagione 2005-2006.

## Stagione
Nella stagione 2005-2006 il Zurigo, allenato da Lucien Favre, concluse il campionato di Super League al 1º posto. In Coppa Svizzera il Zurigo fu eliminato in semifinale dallo Young Boys. In Coppa UEFA il Zurigo fu eliminato al primo turno dal Brøndby.

## Rosa
| N. |                      | Ruolo | Calciatore         |
| -- | -------------------- | ----- | ------------------ |
| 1  | Svizzera (bandiera)  | P     | Davide Taini       |
| 2  | Svizzera (bandiera)  | D     | Massimo Rizzo      |
| 3  | Svizzera (bandiera)  | D     | Alain Nef          |
| 4  | Svizzera (bandiera)  | D     | Steve von Bergen   |
| 5  | Svizzera (bandiera)  | C     | Xavier Margairaz   |
| 7  | Svizzera (bandiera)  | C     | Blerim Džemaili    |
| 8  | Svizzera (bandiera)  | C     | Gökhan Inler       |
| 11 | Svizzera (bandiera)  | A     | Kresimir Stanic    |
| 12 | Guadalupa (bandiera) | A     | Alexandre Alphonse |
| 13 | Svizzera (bandiera)  | D     | Florian Stahel     |
| 14 | Brasile (bandiera)   | C     | Raffael            |
| 15 | Svizzera (bandiera)  | D     | Daniel Stucki      |

| N. |                     | Ruolo | Calciatore         |
| -- | ------------------- | ----- | ------------------ |
| 16 | Svizzera (bandiera) | C     | Francesco Di Jorio |
| 17 | Armenia (bandiera)  | C     | Art'owr Petrosyan  |
| 18 | Svizzera (bandiera) | P     | Johnny Leoni       |
| 19 | Svizzera (bandiera) | C     | Almen Abdi         |
| 20 | Brasile (bandiera)  | C     | Cesar              |
| 21 | Guinea (bandiera)   | A     | Alhassane Keita    |
| 24 | Svizzera (bandiera) | D     | Marc Schneider     |
| 25 | Romania (bandiera)  | D     | Iulian Filipescu   |
| 26 | Svizzera (bandiera) | D     | Giuseppe Rapisarda |
| 27 | Albania (bandiera)  | A     | Shkëlzen Gashi     |
| 28 | Svizzera (bandiera) | C     | Remo Staubli       |
|    | Brasile (bandiera)  | D     | Daniel Sahdo       |

## Organigramma societario
Area tecnica
- Allenatore: Lucien Favre
- Allenatore in seconda: Harry Gämperle
- Preparatore dei portieri:
- Preparatori atletici:

## Calciomercato

### Sessione estiva
| Acquisti | Acquisti           | Acquisti          | Acquisti |
| R.       | Nome               | da                | Modalità |
| -------- | ------------------ | ----------------- | -------- |
| A        | Alexandre Alphonse | La Chaux-de-Fonds |          |
| C        | Raffael            | Chiasso           |          |
| D        | Massimo Rizzo      | Sciaffusa         |          |
| D        | Steve von Bergen   | Neuchâtel Xamax   |          |

| Cessioni | Cessioni           | Cessioni             | Cessioni |
| R.       | Nome               | a                    | Modalità |
| -------- | ------------------ | -------------------- | -------- |
| C        | Sergio Bastida     | APEP Pitsilia        |          |
| D        | Remo Buess         | Brisbane Roar        |          |
| D        | Diego Capria       | Instituto de Córdoba |          |
| A        | Francisco Guerrero | Estudiantes (LP)     |          |
| C        | Daniel Gygax       | Lilla                |          |
| A        | Adrian Ilie        | Beerschot            |          |
| P        | Romeu Leite        | Wohlen               |          |
| C        | Daniel Tarone      | Sciaffusa            |          |

### Sessione invernale
| Acquisti | Acquisti     | Acquisti | Acquisti |
| R.       | Nome         | da       | Modalità |
| -------- | ------------ | -------- | -------- |
| C        | Gökhan Inler | Aarau    |          |

| Cessioni | Cessioni        | Cessioni       | Cessioni |
| R.       | Nome            | a              | Modalità |
| -------- | --------------- | -------------- | -------- |
| C        | Mihai Tararache | Duisburg       |          |
| A        | Lado Akhalaia   | Dinamo Tbilisi |          |

## Risultati

### Super League

#### Prima fase, girone di andata
| Arbitro: | Bertolini |

|             |           |                                   |
| Marazzi 53’ | Marcatori | 28’ Cesar 57’ Tararache 90’ Keita |

| Arbitro: | Rogalla |

|                                   |           |                               |
| Raffael 9’, 54’ Nef 41’ Keita 55’ | Marcatori | 44’ Santos 77’ (rig.) Cabanas |

| Arbitro: | Nobs |

|                       |           |               |
| Degen 19’ Delgado 49’ | Marcatori | 42’ Tararache |

| Arbitro: | Circhetta |

|                      |           |                          |
| Di Jorio 50’ Nef 79’ | Marcatori | 75’ Ferreira 88’ Pimenta |

| Arbitro: | Salm |

|                                         |           |                    |
| Cesar 10’ (rig.) Keita 78’ Di Jorio 90’ | Marcatori | 22’ Xhafaj 85’ Rey |

| Arbitro: | Rutz |

|                                   |           |             |
| Varela 28’ Raimondi 31’ Yakın 55’ | Marcatori | 72’ Raffael |

| Arbitro: | Wildhaber |

|                                                    |           |  |
| Keita 19’, 23’ Cesar 32’ Di Jorio 44’ Akhalaia 88’ | Marcatori |  |

| Arbitro: | Kever |

|  |           |                |
|  | Marcatori | 61’, 76’ Cesar |

| Arbitro: | Nobs |

|               |           |               |
| Giallanza 84’ | Marcatori | 85’ Schneider |

#### Prima fase, girone di ritorno
| Arbitro: | Salm |

|                                        |           |  |
| Raffael 39’ Cesar 53’ (rig.) Keita 74’ | Marcatori |  |

| Arbitro: | Zimmermann |

|            |           |  |
| Santos 89’ | Marcatori |  |

| Arbitro: | Wildhaber |

|                           |           |                                        |
| Margairaz 70’ Raffael 90’ | Marcatori | 21’ Degen 27’, 66’ Delgado 33’ Eduardo |

| Arbitro: | Bertolini |

|                  |           |                                                      |
| Deumi 25’ (rig.) | Marcatori | 23’, 48’ Raffael 38’, 78’ Nef 80’ Keita 90’ Alphonse |

| Arbitro: | Nobs |

|                               |           |                                                        |
| Rey 8’, 16’ Stahel 24’ (aut.) | Marcatori | 40’ (aut.) Agolli 67’, 85’ Raffael 84’ Cesar 87’ Keita |

| Arbitro: | Leuba |

|              |           |           |
| Džemaili 64’ | Marcatori | 69’ Paulo |

| Arbitro: | Busacca |

|  |           |                |
|  | Marcatori | 41’, 82’ Keita |

| Arbitro: | Salm |

|               |           |             |
| Margairaz 56’ | Marcatori | 36’ Aguirre |

| Arbitro: | Zimmermann |

|                                    |           |  |
| Cesar 39’ Raffael 82’ Alphonse 90’ | Marcatori |  |

#### Seconda fase, girone di andata
| Arbitro: | Laperrière |

|              |           |            |
| Džemaili 75’ | Marcatori | 71’ Petrić |

| Arbitro: | Circhetta |

|  |           |                                      |
|  | Marcatori | 12’ Raffael 67’ Margairaz 87’ Stanic |

| Arbitro: | Nobs |

|            |           |  |
| Stahel 10’ | Marcatori |  |

| Zurigo 29 marzo 2006, ore 18:45 CEST 22ª giornata | Grasshoppers | 0 – 0 referto | Zurigo | Hardturm (11 400 spett.)\| Arbitro: \| Rogalla \| |
| Arbitro:                                          | Rogalla      |               |        |                                                   |

| Arbitro: | Steiner |

|           |           |  |
| Keita 56’ | Marcatori |  |

| Arbitro: | Petignat |

|               |           |            |
| Giallanza 89’ | Marcatori | 76’ Stahel |

| Arbitro: | Kever |

|                                                 |           |          |
| Cesar 24’ (rig.), 57’ Margairaz 42’ Raffael 70’ | Marcatori | 15’ Coly |

| Arbitro: | Stuchlik |

|  |           |                         |
|  | Marcatori | 79’ Stanic 90’ Alphonse |

| Arbitro: | Zimmermann |

|            |           |                                                       |
| Weller 69’ | Marcatori | 63’ (rig.) Cesar 64’ Keita 78’ Alphonse 88’ Margairaz |

#### Seconda fase, girone di ritorno
| Zurigo 6 aprile 2006, ore 19:30 CEST 28ª giornata | Zurigo    | 0 – 0 referto | Sciaffusa | Stadio Letzigrund (5 200 spett.)\| Arbitro: \| Wildhaber \| |
| Arbitro:                                          | Wildhaber |               |           |                                                             |

| Arbitro: | Circhetta |

|                                 |           |                                         |
| Keita 42’, 90’ (rig.) Inler 53’ | Marcatori | 7’ Gohouri 18’ (rig.) Paulo 36’ Calvano |

| Arbitro: | Laperrière |

|  |           |              |
|  | Marcatori | 85’ Alphonse |

| Arbitro: | Nobs |

|                                               |           |  |
| Alphonse 2’, 23’, 28’ Keita 8’, 77’ Inler 82’ | Marcatori |  |

| Arbitro: | Nobs |

|                |           |                              |
| Hassli 4’, 20’ | Marcatori | 19’ Keita 77’, 84’ Schneider |

| Arbitro: | Circhetta |

|                     |           |  |
| Cesar 31’ Keita 34’ | Marcatori |  |

| Arbitro: | Petignat |

|          |           |                                      |
| Faye 55’ | Marcatori | 10’ Margairaz 45’ Raffael 89’ Stanic |

| Arbitro: | Wildhaber |

|                                                 |           |           |
| Keita 8’ Raffael 21’ Džemaili 25’ Schneider 84’ | Marcatori | 36’ Moser |

| Arbitro: | Busacca |

|            |           |                         |
| Petrić 72’ | Marcatori | 30’ Keita 90’ Filipescu |

### Coppa Svizzera
| 17 settembre 2005, ore 19:30 CEST Primo turno | Bülach | 0 – 8 | Zurigo |  |

| 22 ottobre 2005, ore 19:30 CEST Secondo turno | YF Juventus | 0 – 2 | Zurigo |  |

| 18 dicembre 2005, ore 16:00 CET Ottavi di finale | Basilea | 3 – 4 | Zurigo |  |

| 5 febbraio 2006, ore 14:30 CET Quarti di finale | Aarau                | ? – ? | Zurigo |  |
| \| \| \| \| \| \| Tiri di rigore 2 – 3 \| \|    |                      |       |        |  |
|                                                 |                      |       |        |  |
|                                                 | Tiri di rigore 2 – 3 |       |        |  |

| 15 marzo 2006, ore 20:15 CET Semifinale | Zurigo | 1 – 4 | Young Boys |  |

### Coppa UEFA

#### Preliminari
| Arbitro: | Rodomonti |

|  |           |             |
|  | Marcatori | 90’ Raffael |

| Arbitro: | Webb |

|                                              |           |                  |
| Keita 25’, 64’ Džemaili 29’ Cesar 79’ (rig.) | Marcatori | 19’ Szałachowski |

#### Fase a eliminazione diretta
| Arbitro: | Lajuks |

|                         |           |  |
| Skoubo 46’ Johansen 74’ | Marcatori |  |

| Arbitro: | Colombo |

|                  |           |              |
| Raffael 15’, 80’ | Marcatori | 42’ Elmander |

## Statistiche

### Statistiche di squadra
| Competizione   | Punti | In casa | In casa | In casa | In casa | In casa | In casa | In trasferta | In trasferta | In trasferta | In trasferta | In trasferta | In trasferta | Totale | Totale | Totale | Totale | Totale | Totale | DR  |
| Competizione   | Punti | G       | V       | N       | P       | Gf      | Gs      | G            | V            | N            | P            | Gf           | Gs           | G      | V      | N      | P      | Gf     | Gs     | DR  |
| -------------- | ----- | ------- | ------- | ------- | ------- | ------- | ------- | ------------ | ------------ | ------------ | ------------ | ------------ | ------------ | ------ | ------ | ------ | ------ | ------ | ------ | --- |
| Super League   | 78    | 18      | 11      | 6       | 1       | 46      | 18      | 18           | 12           | 3            | 3            | 40           | 18           | 36     | 23     | 9      | 4      | 86     | 36     | +50 |
| Coppa Svizzera | -     | 1       | 0       | 0       | 1       | 1       | 4       | 4            | 3            | 1            | 0            | 14           | 3            | 5      | 3      | 1      | 1      | 15     | 7      | +8  |
| Coppa UEFA     | -     | 2       | 2       | 0       | 0       | 6       | 2       | 2            | 1            | 0            | 1            | 1            | 2            | 4      | 3      | 0      | 1      | 7      | 4      | +3  |
| Totale         | 78    | 21      | 13      | 6       | 2       | 53      | 24      | 24           | 16           | 4            | 4            | 55           | 23           | 45     | 29     | 10     | 6      | 108    | 47     | +61 |

### Andamento in campionato
| Giornata  | 1 | 2 | 3 | 4 | 5 | 6 | 7 | 8 | 9 | 10 | 11 | 12 | 13 | 14 | 15 | 16 | 17 | 18 | 19 | 20 | 21 | 22 | 23 | 24 | 25 | 26 | 27 | 28 | 29 | 30 | 31 | 32 | 33 | 34 | 35 | 36 |
| --------- | - | - | - | - | - | - | - | - | - | -- | -- | -- | -- | -- | -- | -- | -- | -- | -- | -- | -- | -- | -- | -- | -- | -- | -- | -- | -- | -- | -- | -- | -- | -- | -- | -- |
| Luogo     | T | C | T | C | C | T | C | T | T | C  | T  | C  | T  | T  | C  | T  | C  | C  | C  | T  | C  | T  | C  | T  | C  | T  | T  | C  | C  | T  | C  | T  | C  | T  | C  | T  |
| Risultato | V | V | P | N | V | P | V | V | N | V  | P  | P  | V  | V  | N  | V  | N  | V  | N  | V  | V  | N  | V  | N  | V  | V  | V  | N  | N  | V  | V  | V  | V  | V  | V  | V  |
| Posizione | 1 | 3 | 3 | 3 | 1 | 5 | 2 | 2 | 2 | 2  | 2  | 3  | 3  | 3  | 3  | 2  | 2  | 2  | 2  | 2  | 2  | 2  | 2  | 2  | 2  | 2  | 2  | 2  | 2  | 2  | 2  | 2  | 2  | 2  | 2  | 1  |

Legenda:

Luogo: C = Casa; T = Trasferta. Risultato: V = Vittoria; N = Pareggio; P = Sconfitta.

### Statistiche dei giocatori
| Giocatore     | Super League | Super League | Super League | Super League | Coppa UEFA | Coppa UEFA | Coppa UEFA  | Coppa UEFA | Totale   | Totale | Totale      | Totale     |
| Giocatore     | Presenze     | Reti         | Ammonizioni  | Espulsioni   | Presenze   | Reti       | Ammonizioni | Espulsioni | Presenze | Reti   | Ammonizioni | Espulsioni |
| ------------- | ------------ | ------------ | ------------ | ------------ | ---------- | ---------- | ----------- | ---------- | -------- | ------ | ----------- | ---------- |
| A. Abdi       | 10           | 0            | 1            | 0            | 2          | 0          | 0           | 0          | 12       | 0      | 1           | 0          |
| L. Akhalaia   | 5            | 1            | 1            | 0            | 1          | 0          | 0           | 0          | 6        | 1      | 1           | 0          |
| A. Alphonse   | 21           | 8            | 2            | 0            | 0          | 0          | 0           | 0          | 21       | 8      | 2           | 0          |
| C. Cesar      | 29           | 12           | 2            | 0            | 4          | 1          | 0           | 0          | 33       | 13     | 2           | 0          |
| F. Di Jorio   | 29           | 3            | 4            | 0            | 4          | 0          | 1           | 0          | 33       | 3      | 5           | 0          |
| B. Džemaili   | 32           | 3            | 9            | 1            | 4          | 1          | 1           | 0          | 36       | 4      | 10          | 1          |
| I. Filipescu  | 30           | 1            | 10           | 0            | 4          | 0          | 2           | 1          | 34       | 1      | 12          | 1          |
| S. Gashi      | 0            | 0            | 0            | 0            | 0          | 0          | 0           | 0          | 0        | 0      | 0           | 0          |
| M. Hohl       | 0            | 0            | 0            | 0            | 0          | 0          | 0           | 0          | 0        | 0      | 0           | 0          |
| G. Inler      | 17           | 2            | 1            | 1            | 0          | 0          | 0           | 0          | 17       | 2      | 1           | 1          |
| A. Keita      | 32           | 20           | 6            | 0            | 4          | 2          | 1           | 0          | 36       | 22     | 7           | 0          |
| J. Leoni      | 32           | 0            | 1            | 0            | 4          | 0          | 0           | 0          | 36       | 0      | 1           | 0          |
| X. Margairaz  | 29           | 6            | 3            | 0            | 3          | 0          | 0           | 0          | 32       | 6      | 3           | 0          |
| A. Nef        | 32           | 4            | 4            | 0            | 3          | 0          | 0           | 0          | 35       | 4      | 4           | 0          |
| A. Petrosyan  | 0            | 0            | 0            | 0            | 0          | 0          | 0           | 0          | 0        | 0      | 0           | 0          |
| R. Raffael    | 31           | 14           | 4            | 0            | 4          | 3          | 1           | 0          | 35       | 17     | 5           | 0          |
| G. Rapisarda  | 9            | 0            | 1            | 0            | 1          | 0          | 0           | 0          | 10       | 0      | 1           | 0          |
| M. Rizzo      | 0            | 0            | 0            | 0            | 0          | 0          | 0           | 0          | 0        | 0      | 0           | 0          |
| D. Sahdo      | 0            | 0            | 0            | 0            | 0          | 0          | 0           | 0          | 0        | 0      | 0           | 0          |
| M. Schneider  | 23           | 4            | 3            | 0            | 1          | 0          | 1           | 0          | 24       | 4      | 4           | 0          |
| F. Stahel     | 31           | 2            | 5            | 0            | 3          | 0          | 0           | 0          | 34       | 2      | 5           | 0          |
| K. Stanic     | 13           | 3            | 0            | 0            | 0          | 0          | 0           | 0          | 13       | 3      | 0           | 0          |
| R. Staubli    | 0            | 0            | 0            | 0            | 0          | 0          | 0           | 0          | 0        | 0      | 0           | 0          |
| D. Stucki     | 29           | 0            | 3            | 0            | 3          | 0          | 0           | 0          | 32       | 0      | 3           | 0          |
| D. Taini      | 4            | 0            | 0            | 0            | 0          | 0          | 0           | 0          | 4        | 0      | 0           | 0          |
| M. Tararache  | 15           | 2            | 7            | 0            | 4          | 0          | 1           | 0          | 19       | 2      | 8           | 0          |
| S. von Bergen | 36           | 0            | 4            | 0            | 4          | 0          | 0           | 0          | 40       | 0      | 4           | 0          |